# Liepynai (Trakai)

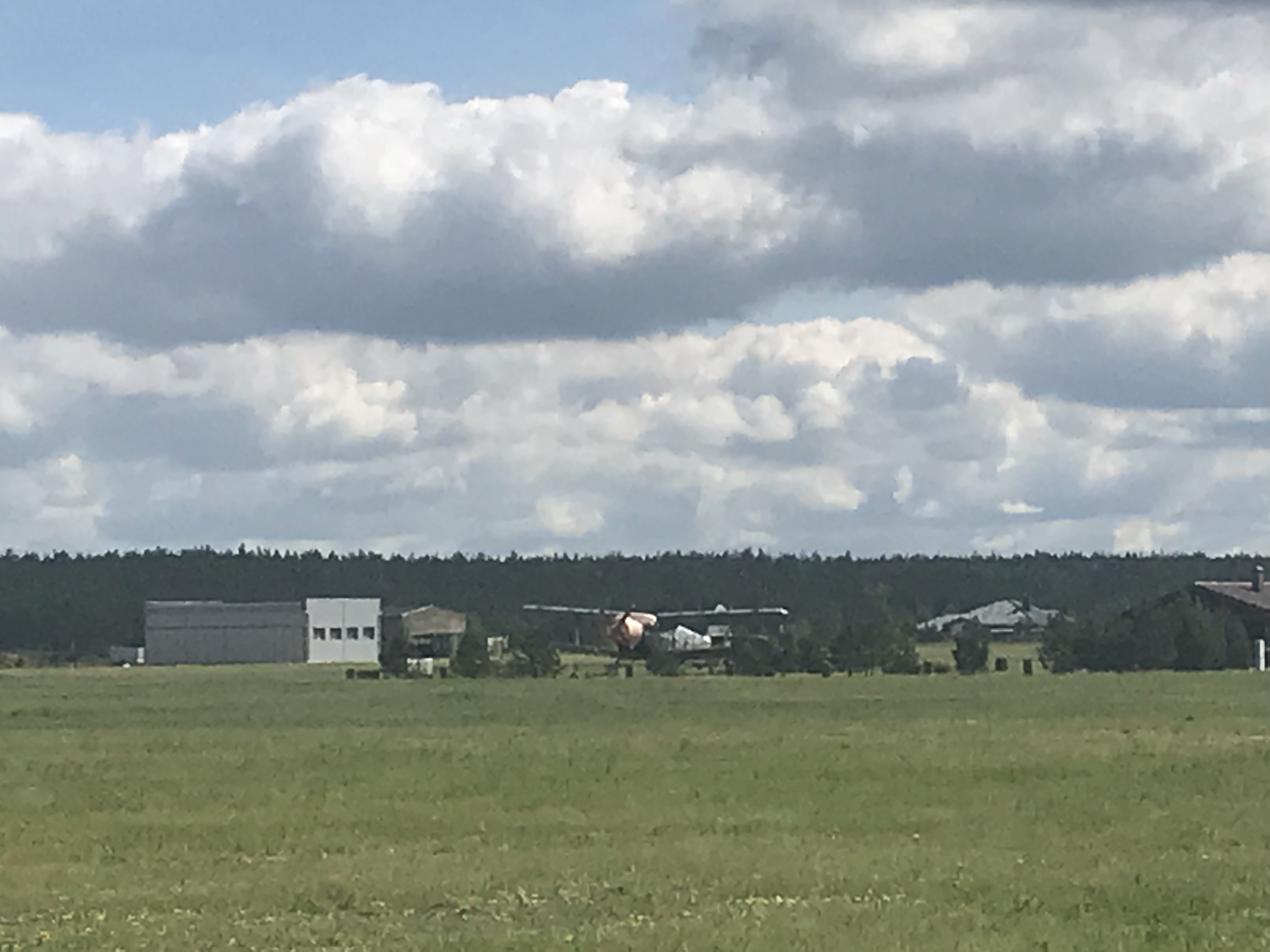
Vliegveld Liepynai

Liepynai is een dorp in het zuiden van Litouwen ongeveer 50 kilometer ten zuidwesten van de hoofdstad Vilnius. Liepynai ligt in een de bosrijke omgeving, en is ontsloten aan de landelijke hoofdweg A4 die Vilnius verbindt met Druskininkai en Grodno. Het dorp is gebouwd rondom een kleine luchthaven: de tuinen van de huizen grenzen aan de start- en landingsbaan.

## Bevolking
In 2011 telde Liepynai 74 inwoners, van wie 35 mannen en 39 vrouwen.

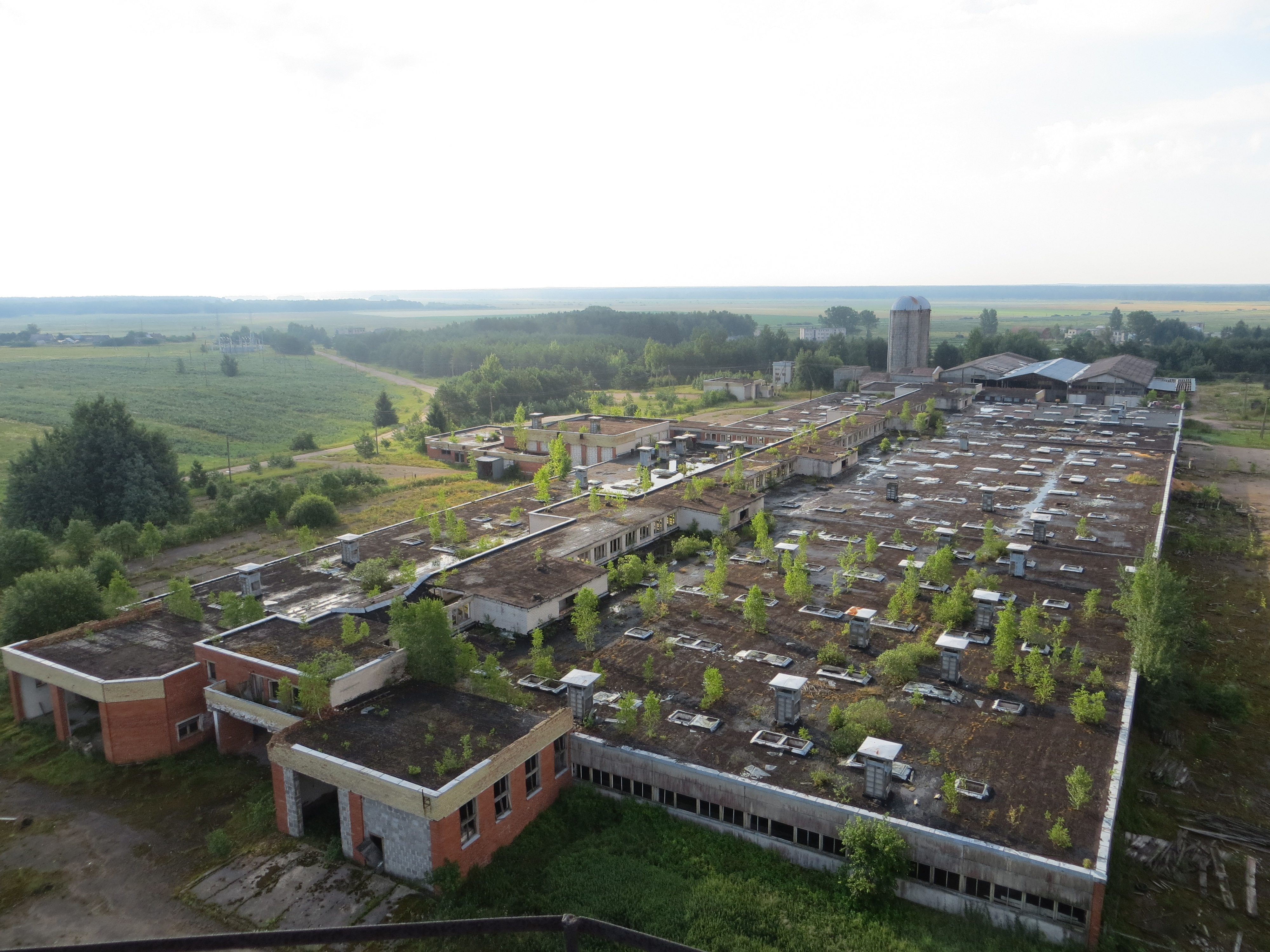
Verwaarloosde boerderij, aan de rand van het dorp.

| Inwoners per jaar |        |
| Jaar              | Aantal |
| 2001              | 60     |
| 2011              | 74     |